# Butterkrebs
Als Butterkrebs bezeichnet man Flusskrebse oder andere große Krebstiere, die sich erst kürzlich gehäutet haben. Das kutikuläre Außenskelett dieser Krebse, das aus Chitin mit Kalkeinlagerungen besteht, ist in dieser Phase noch sehr weich und elastisch. Es wird  nach dem Häutungsvorgang durch Aufnahme von Wasser erst in seine endgültige Form und Größe gebracht und härtet langsam aus. Die Farbe des nicht ausgehärteten Panzers ist hell, teilweise gelblich und er ist weich wie Butter, was den Krebsen in diesem Stadium den Namen Butterkrebs eingebracht hat.
Das Abstreifen des alten Panzers dauert nur rund 15 Minuten, bei Komplikationen etwas länger. Kann das Ablegen der alten Haut nicht in dieser Zeit bewerkstelligt werden, stirbt der Krebs danach meist an Erschöpfung. Der Härtungsprozess der neuen Schutzschicht nimmt drei bis vier Tage in Anspruch, dabei muss Kalk aus den „Gastrolithen“, den kalkigen Magensteinen des Krebses, in den weichen Chitinpanzer transportiert werden. Diese, auch „Krebsaugen“ genannten Konkretionen werden im Krebsmagen gebildet und dienen als Zwischenspeicher für die Mineralstoffe, die für die Ausbildung des neuen Panzers nötig sind.
Der Butterkrebs ist in diesem Zeitraum leicht verletzbar und durch seine Fressfeinde gefährdet; er zieht sich zwischen Steine oder in eine Höhle zurück. Angler und Sportfischer suchen gezielt nach Butterkrebsen als Köder, weil diese viele Fische vom Rotauge über Karpfen bis hin zum Aal anlocken. Auch für andere Krebse ist ein Butterkrebs eine leichte Beute, was in Aquarien von Tierhaltern oft beobachtet werden kann. Als Stressreaktion werden von Krebsen und Krabben in dieser Situation nach der Häutung oft mehrere Gliedmaßen abgeworfen, wenn eine Bedrohung durch Artgenossen besteht.
Da auch das Außenskelett an den Beinen des Butterkrebses noch weich ist, ist die Fortbewegung des Butterkrebses ganz anders als nach der abgeschlossenen Häutung. Alle Beine bewegen sich gleichsinnig von hinten nach vorn und bewegen so das Tier vorwärts. Dies ist für das Aufsuchen eines Verstecks nach dem Abwerfen des alten Panzers notwendig.
Im übertragenen Sinn werden auch empfindliche, verwöhnte oder unerfahrene Menschen oder kleine Kinder „Butterkrebse“ genannt.